# Dalaplan

Dalaplan är en gammal och viktig trafikknutpunkt i den sydligaste delen av centrala Malmö.

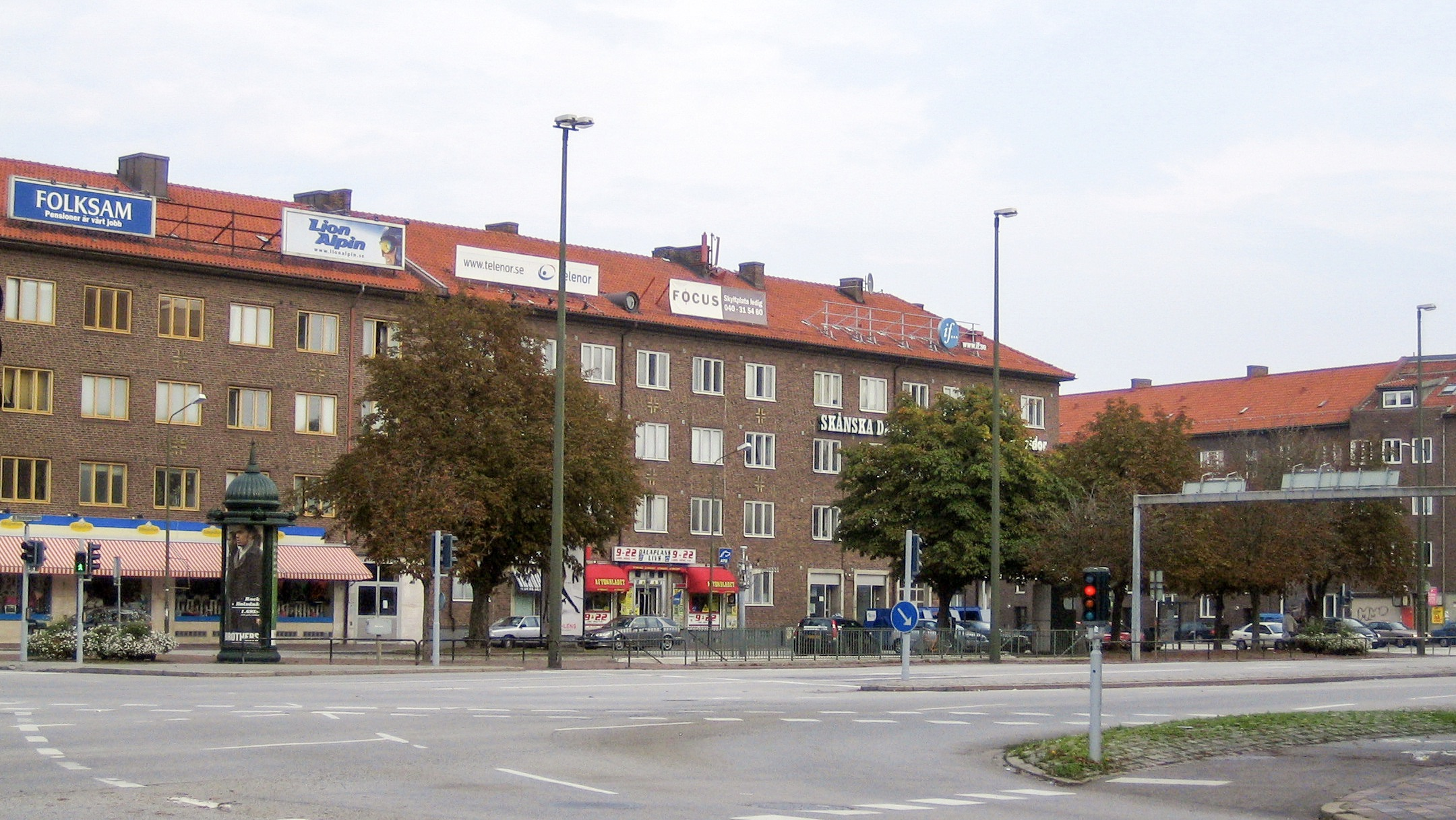
Dalaplan

Här möts Södra Förstadsgatan, Nobelvägen, Ystadvägen, Trelleborgsvägen, Per Albin Hanssons väg (f.d. Lindeborgsvägen) och John Ericssons väg. Köpcentrumet Mobilia ligger cirka 500 meter söderut, vid Trelleborgsvägen.
Platsen erhöll spårvägsförbindelse redan 1907 genom tillkomsten av linje 2. Namnet tillkom dock inte förrän 1932 och inspirerades av den intilliggande så kallade plantagelyckan Nr. 9 Dahl, i sin tur uppkallad efter landskapet Dalsland. Under senare delen av 1930-talet uppfördes bostadsbebyggelse kring platsen och linje 2 lades ned redan 1936. Bortsett från en kort period 1939–40, då spårvägstrafiken återupptogs med anledning av krigsutbrottet, har all kollektivtrafik vid Dalaplan därefter bedrivits med bussar.

## Gångtunneln

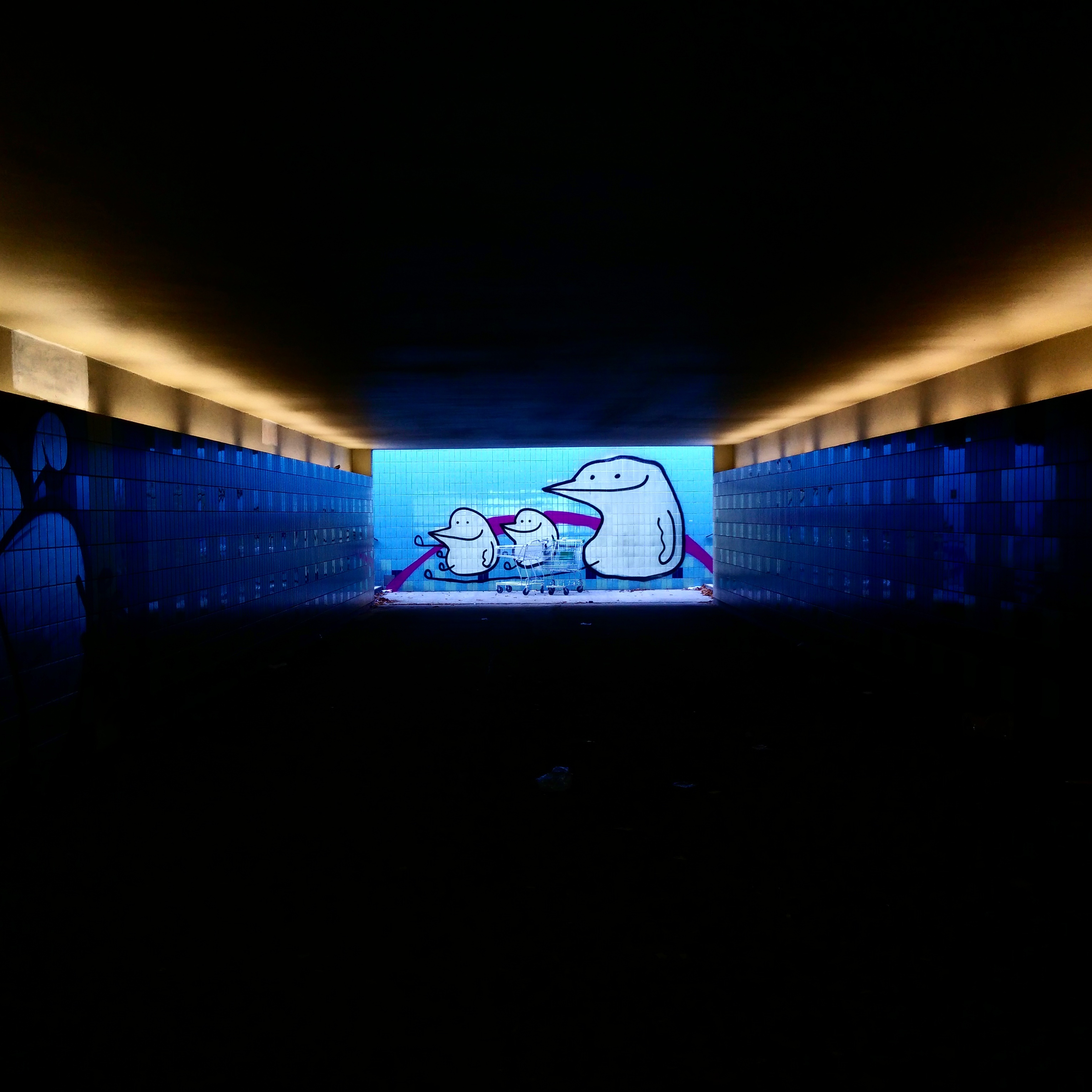
Gångtunneln vid Dalaplan 2016, efter ombyggnation.

Vid Dalaplan finns en 33 meter lång gångtunnel från 1963, vilken av Belysningsbranschen våren 2012 utsågs till värst i Sverige med motiveringen "En fruktansvärd tunnel, som en mardröm som aldrig tar slut. Den kan sätta skräck i den modigaste människan." Gångtunneln har dock sedan dess byggts om.